# Exterieur (Pferd)

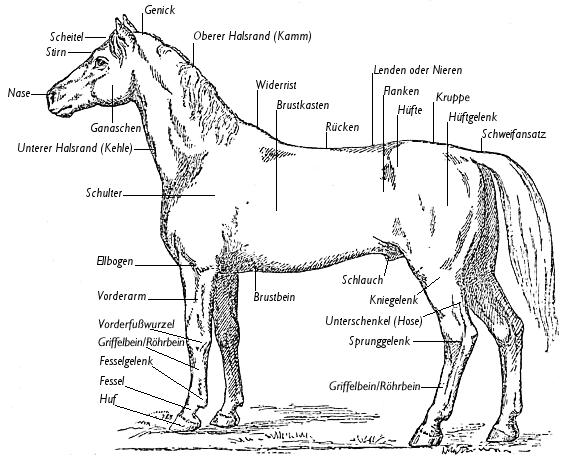
Anatomie Hengst

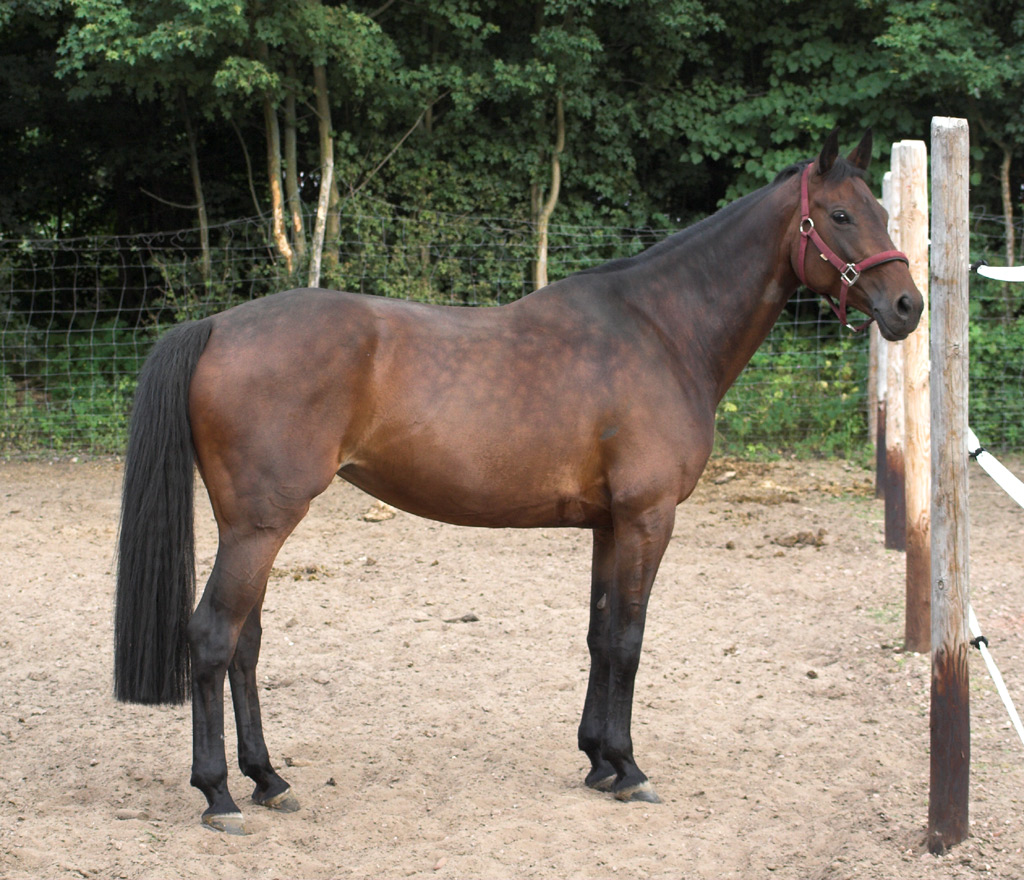
Stute

Als Exterieur bezeichnet man das äußere Erscheinungsbild und den Körperbau eines Pferdes. Exterieur und Interieur bestimmen über die Verwendbarkeit des einzelnen Tieres, und über sie wird in der Rassebeschreibung auch der Verwendungszweck der Rasse festgelegt.
Das Gebäude des Pferdes wird grob in Vorhand (Kopf, Hals und Vorderbeine), Mittelhand (Rumpf) und Hinterhand (Kruppe und Hinterbeine) eingeteilt.

## Allgemeines
Der Begriff trocken im Bereich Kopf und Beine wird beim Pferd synonym zu gut konturiert als Gegensatz zu schwammig verwendet. Auf den Körper verwendet deutet er auf ein durchtrainiertes Pferd mit nur sehr dünner Fettschicht hin. Vollblüter zum Beispiel haben eine Veranlagung zum trockenen Körperbau, während Kaltblüter eher die Veranlagung zum schwammigen Körperbau haben, dabei aber durchaus einen trockenen Kopf aufweisen können.
Der Begriff Adel, beziehungsweise edel, wird mehrdeutig verwendet:
1. Für dem Vollblut sehr nahestehende Pferde: In diesem Fall sind insbesondere Araber und Englische Vollblüter per Definition edel. In dieser Bedeutung wird der Begriff vor allem bei Warmblütern verwendet. Steht eine Rasse sehr nah am Vollblut, wie der Trakehner, so wird nicht nur das Individuum, sondern die gesamte Rasse als edel bezeichnet. In diesem Sinn wird auch der Begriff Veredelung bei der Einkreuzung von Vollblütern oder diesen sehr nahestehenden Rassen in Warmblutrassen verwendet.
2. Für ein in seinem gesamten Exterieur besonders nah am Zuchtziel der jeweiligen Rasse liegendes Individuum. In diesem Sinne kann der Begriff Adel für Individuen jeder Pferderasse verwendet werden.
3. Im Zusammenhang mit Vollblütern wird der Begriff als Synonym für trocken und leichtkalibrig verwendet.

Als Kaliber bezeichnet man beim Pferd das Verhältnis von Gewicht zu Stockmaß.

## Kopf
Im Wesentlichen werden fünf Kopfformen unterschieden:
- Gerader Kopf: entspricht dem heutigen Schönheitsideal am ehesten, Ober- und Unterlinie haben nur einen geringen Winkel
- Keilkopf: Ober- und Unterlinie bilden einen größeren Winkel, der Kopf wirkt daher von der Seite betrachtet keilförmig
- Ramsnase: aufgewölbte Nasenpartie, Stirn gerade
- Ramskopf: aufgewölbte Oberlinie, häufig bei Barockpferden
- Hechtkopf: einwärts gewölbte Oberlinie, häufig bei Araber-Showpferden anzutreffen

Die Leistungsfähigkeit oder Eignung des Pferdes wird durch die Kopfform nicht beeinflusst. Nur ein zu stark herausgezüchteter Hechtkopf bietet dem Gebiss nicht mehr genügend Platz, weshalb die Ernährung angepasst werden muss. Bei normaler Fütterung würden die Zähne durch den Abrieb vorzeitig verschlissen. Daher ist ein extremer Hechtkopf nur bei Showpferden, nicht aber bei Rennpferden anzutreffen.

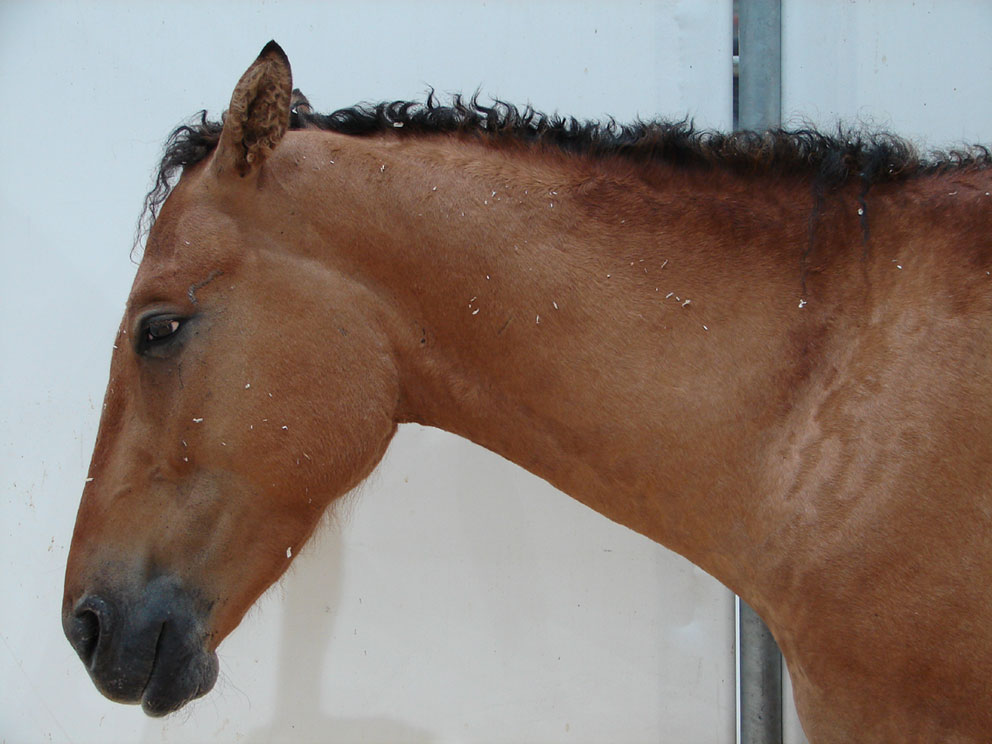
Gerader Kopf bei einem American Bashkir Curly Horse
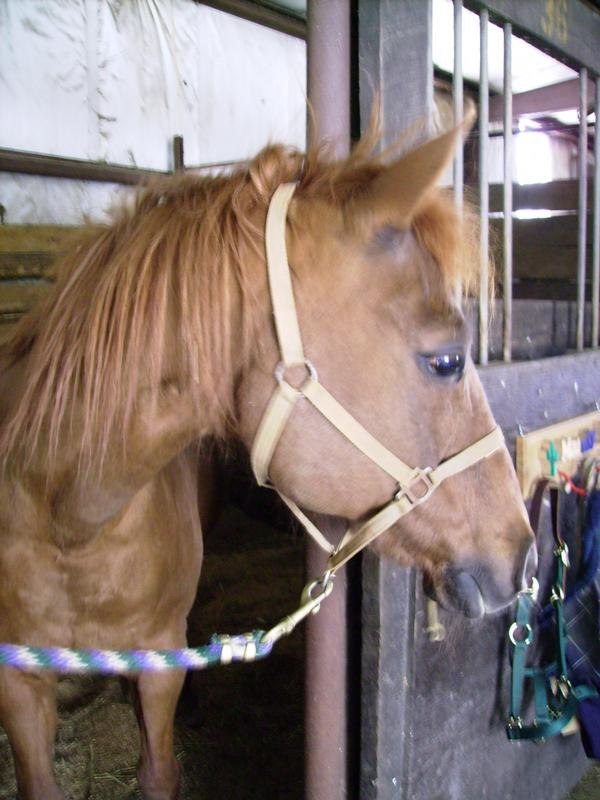
Keilkopf
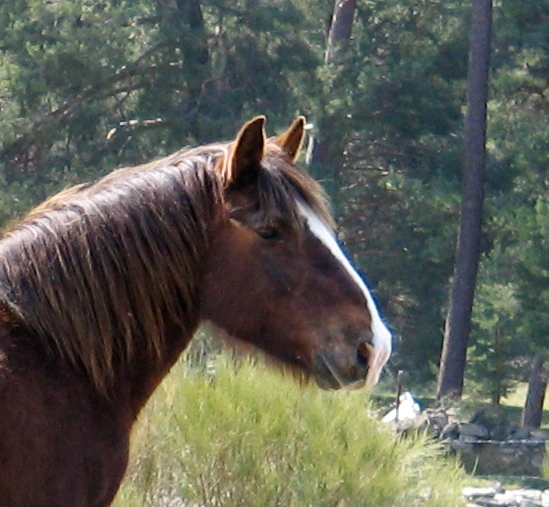
Ramsnase
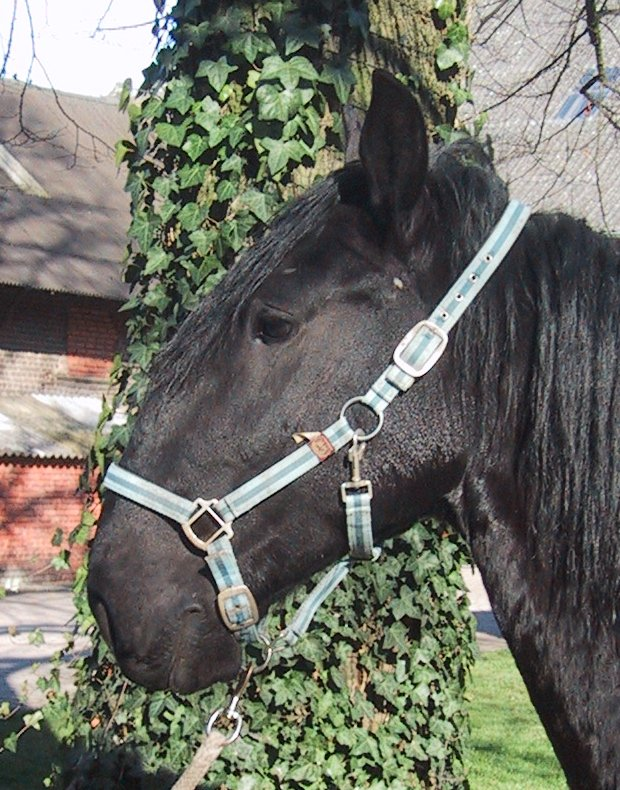
Ramskopf eines Kladrubers (konvexes Profil)
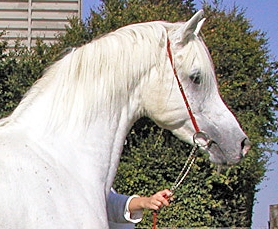
Hechtkopf bei einem Araber-Hengst (konkaves Profil)

### Ganaschen
Ganaschen nennt man den halbrunden hinteren Bereich des Unterkiefers. Eine zu enge Stellung der Ganaschen macht es dem Pferd schwer bis unmöglich, die bei der Dressur geforderte Haltung anzunehmen. Daher ist die Ganaschenweite mitentscheidend für die Eignung zum Reitsport.

## Hals
Für das Reiten ist ein Hals gefragt, der sich leicht aufwölbt und in Anlehnung an den Zügel seinen höchsten Punkt im Genick hat. Weiterhin soll die Oberlinie des Halses gut bemuskelt sein (Trainingsfrage) und der Hals eine hinreichende Länge aufweisen. Ist der Hals zu lang und stark gewölbt, kann es dazu kommen, dass der höchste Punkt hinter dem Genick liegt. Dies wird als Schwanenhals bezeichnet und ist für das Reiten nicht erwünscht, da das Pferd sich hierdurch leicht dem Zügel entzieht. Ebenso ist ein zu tief angesetzter steiler Hals (Hirschhals) unerwünscht, da er dem Pferd auf Grund falscher Bemuskelung (Unter- statt Oberlinie des Halses) die korrekte Haltung sehr erschwert oder sogar unmöglich macht. Auch ein zu kurzer Hals beeinträchtigt die Eignung zum Reitsport, da sich das Pferd nicht so gut ausbalancieren kann.

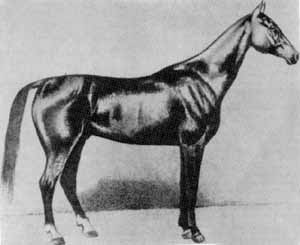
Hirschhals bei einem Achal-Tekkiner
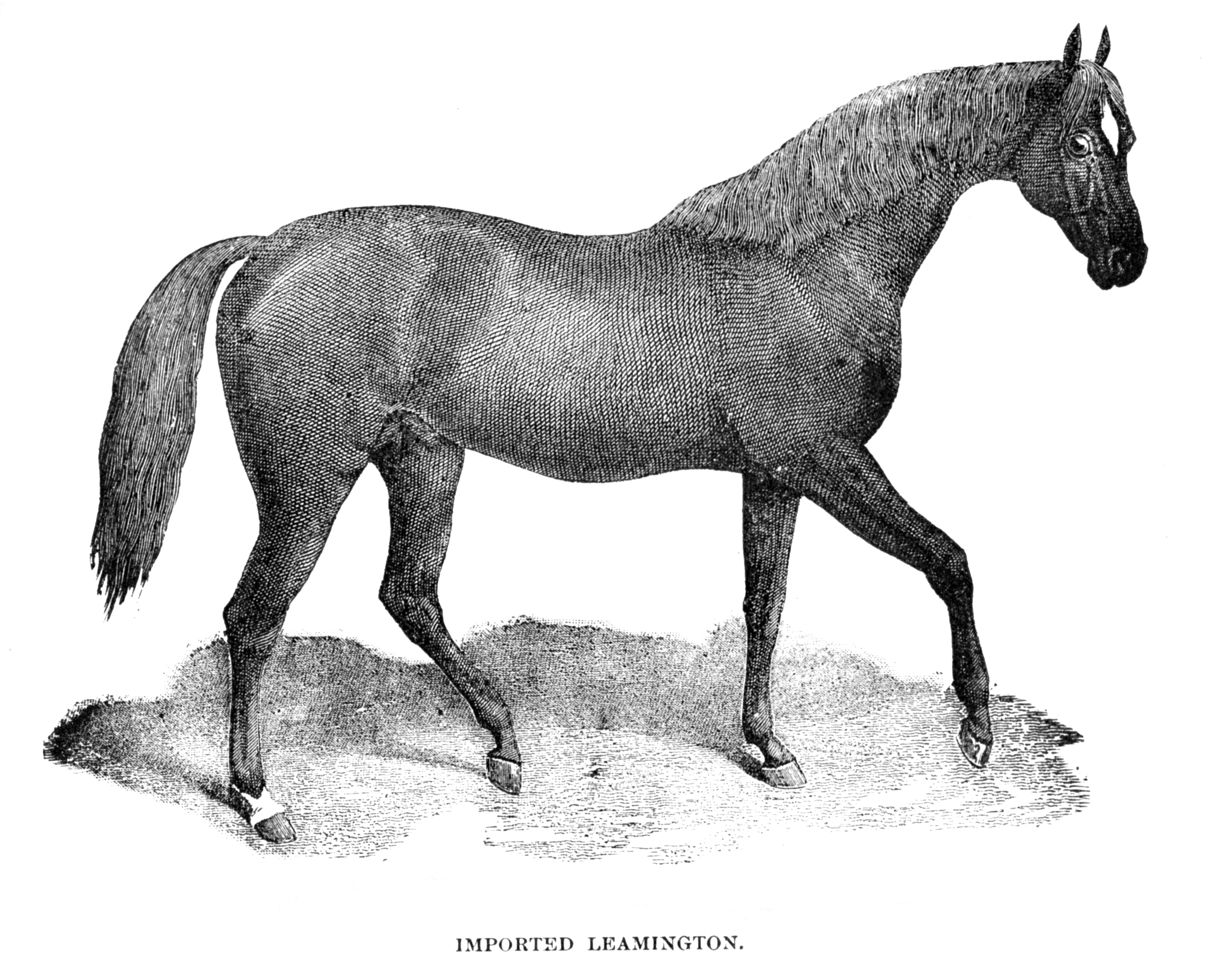
Schwanenhals bei einem Englischen Vollblut
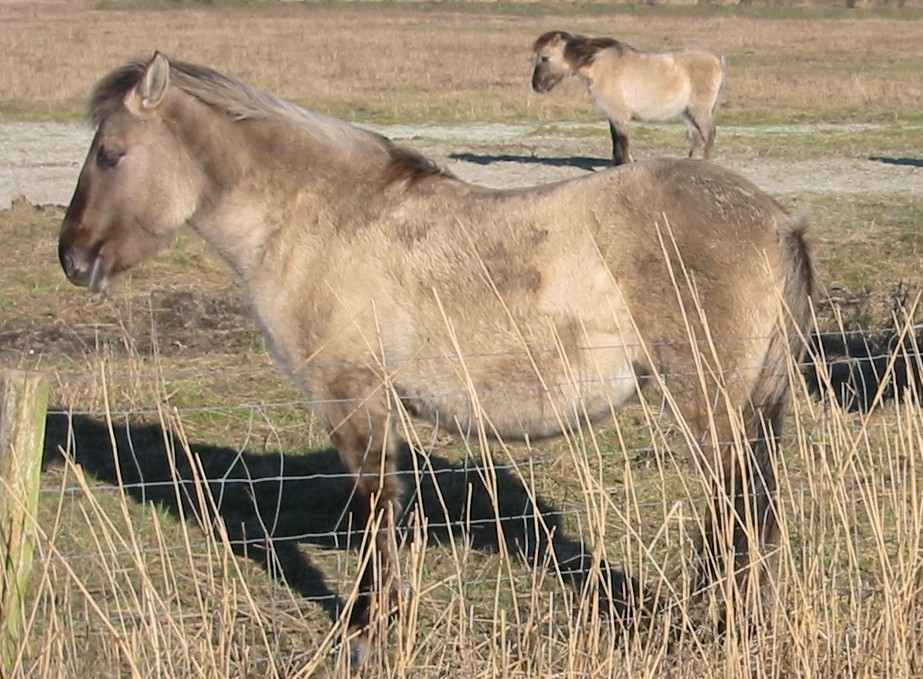
Kurzer Hals bei einem Konik

## Rumpf
Der hintere Teil des Rumpfes (Kruppe, Kreuzbein und Becken) einschließlich der Hintergliedmaße wird als Nach- oder Hinterhand bezeichnet.

### Verhältnis von Rumpflänge und Widerristhöhe

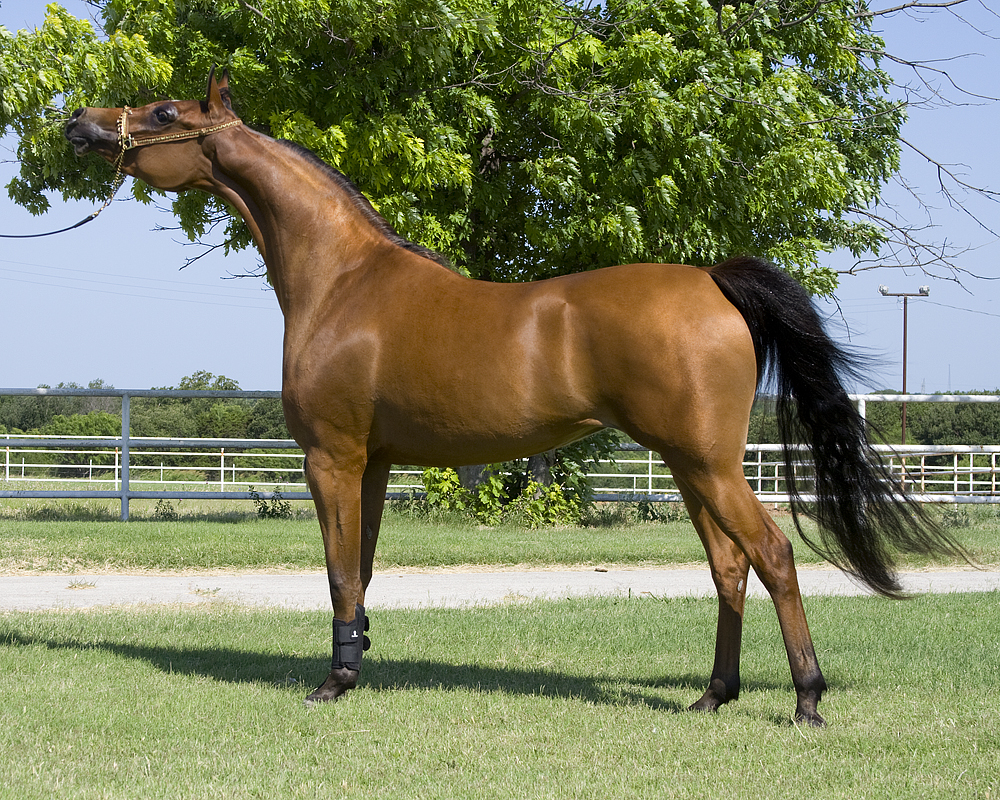
Quadratpferd (Araber/Stute)
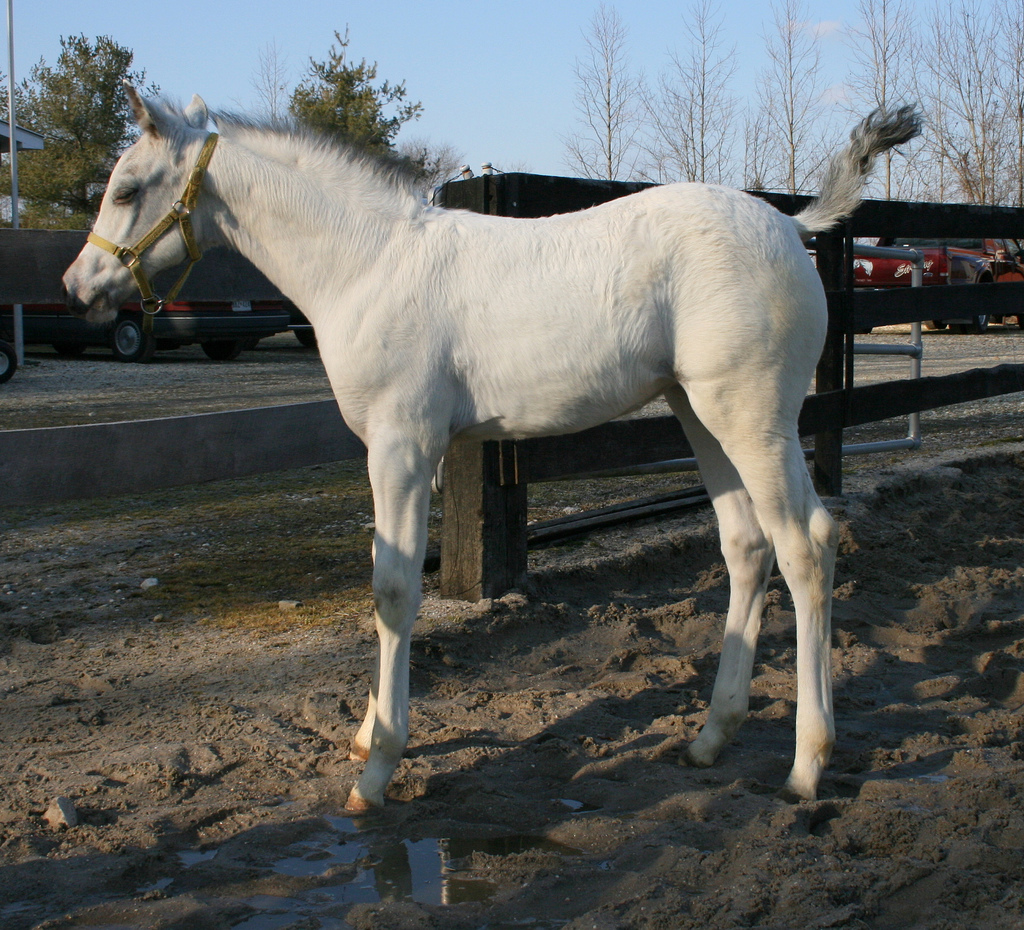
Hochrechteckformat (Appaloosa/Stutfohlen)

Man unterscheidet zwischen Quadrat-, Längsrechteck- und Hochrechteckpferden. Gemessen wird dabei jeweils das Verhältnis von Rumpflänge (Bug bis Sitzbeinhöcker) und Widerristhöhe (Stockmaß).
- Quadratpferd – Rumpflänge gleich Widerristhöhe
- Längsrechteckpferd – Rumpflänge größer als Widerristhöhe
- Hochrechteckpferd – Rumpflänge kleiner als Widerristhöhe (fast nur bei Pferden, die noch nicht ausgewachsen sind)

Als Arbeitsreitpferde, die den ganzen Tag eingesetzt werden sollen, werden eher Quadratpferde bevorzugt, weshalb diese auch meist beim Westernreiten anzutreffen sind. Der Grund hierfür ist die höhere Belastung des Rückens durch das Reitergewicht. Ein Längsrechteckpferd hat es schwerer, den Reiter über lange Zeiträume ohne Pausen zu tragen. In der Dressur wird aufgrund der besseren Rückenfreiheit (Beweglichkeit) das Längsrechteckpferd bevorzugt. Auch das Geschlecht des Pferdes beeinflusst das Verhältnis von Rumpflänge und Widerristhöhe. Stuten tendieren zum Längsrechteckpferd, Hengste zum Quadratpferd und Wallache zum Hochrechteckpferd.

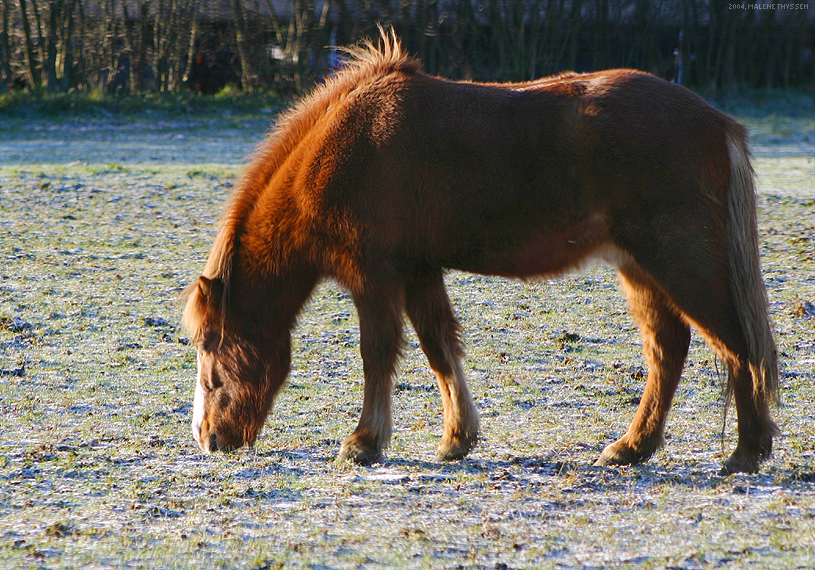
Flacher Widerrist bei einem Islandpferd
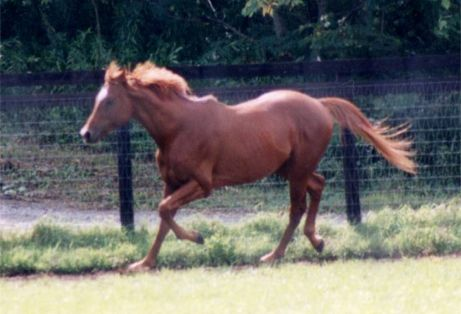
Hoher Widerrist bei einem Englischen Vollblut

### Widerrist
Der Widerrist des Pferdes entscheidet wesentlich über die Lage des Sattels und ist daher von großer Bedeutung für Reitpferde. Ein zu flacher Widerrist macht die Lage des Sattels instabil. Früher war es üblich, ihn mit einem Schweifriemen am Vorwärtsrutschen zu hindern, von dieser Methode wurde mittlerweile jedoch Abstand im Sinne des Pferdes genommen. Ein zu hoher Widerrist birgt die Gefahr in sich, dass der Sattel zu weit nach hinten rutscht. Er muss in diesem Falle mittels Vorderzeug fixiert werden.

### Rücken
Der Rücken soll kräftig sein und frei schwingen können, um das Gewicht des Reiters gut aufnehmen zu können. Ein zu kurzer Rücken kann das Pferd leicht fest machen, was es für die Dressur unbrauchbar macht. Ein zu langer Rücken erschwert es dem Pferd, hinreichend weit unterzutreten, um das Gewicht auf die Hinterhand zu bekommen. In der Dressur ist ein nicht zu langes Rechteckpferd gewünscht, das einerseits die nötige Freiheit im Rücken hat, andererseits nicht zu lang ist.
Bei allen Reitpferden sind gleich hoher Widerrist und Kruppe gewünscht. Bei Rennpferden ist eine überbaute (höhere) Kruppe von Vorteil, die eine größere Sprunglänge erlaubt, bei Zugpferden kann eine etwas tiefere Kruppe vorteilhaft sein. Auch Quarter Horses sind häufig überbaut.
Fehler im Rücken sind der Senkrücken (ein nach unten gewölbter Rücken) und der Karpfenrücken (eine Aufwölbung des Rückens). Ein Karpfenrücken nimmt dem Pferd die notwendige Flexibilität und macht es damit ebenfalls fürs Reiten unbrauchbar, ein Senkrücken beeinflusst Tragfähigkeit und Elastizität negativ, kann aber auch ein Alterszeichen sein. Auch vor der Kutsche sind Senk- und Karpfenrücken nicht brauchbar, da der nach hinten gerichtete Druck des Geschirrs hier nicht korrekt auf die Hinterhand übertragen werden kann.

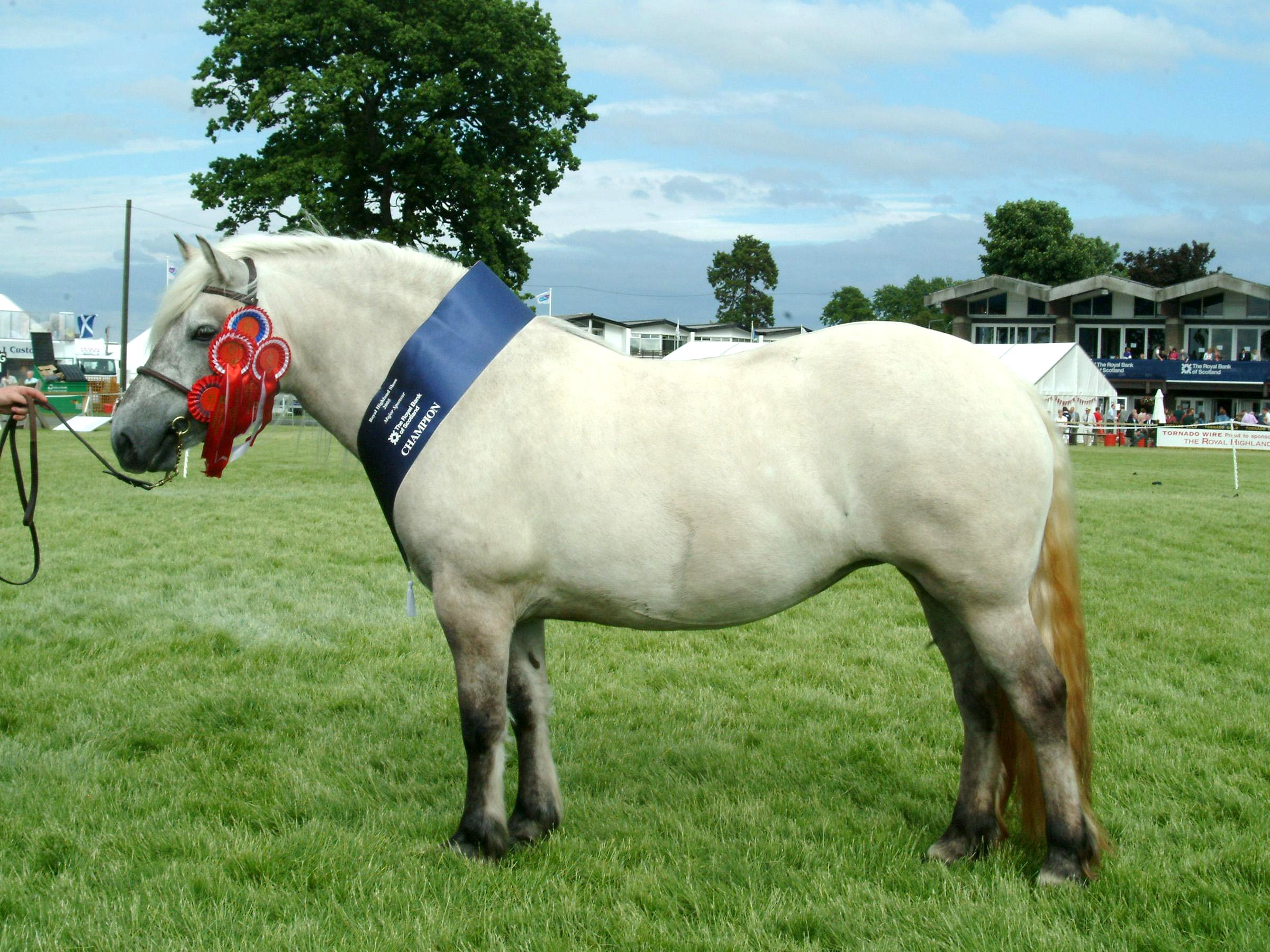
Langer Rücken (Highland-Pony / Stute)
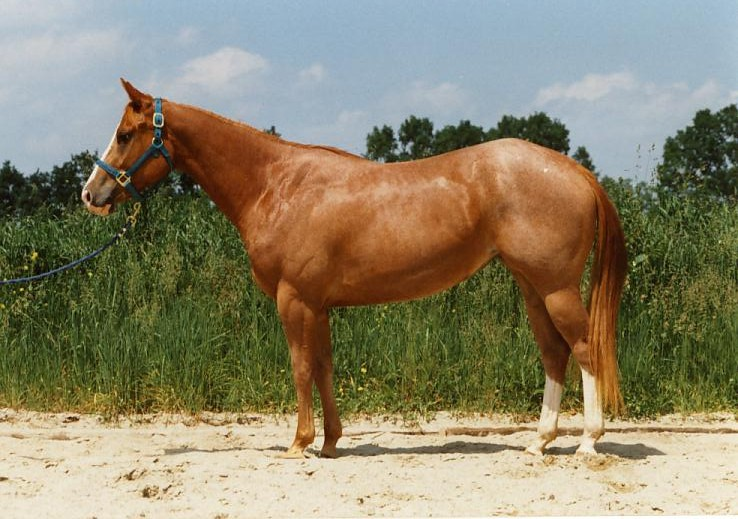
Langer Rücken mit überbauter Kruppe (Quarter Horse)
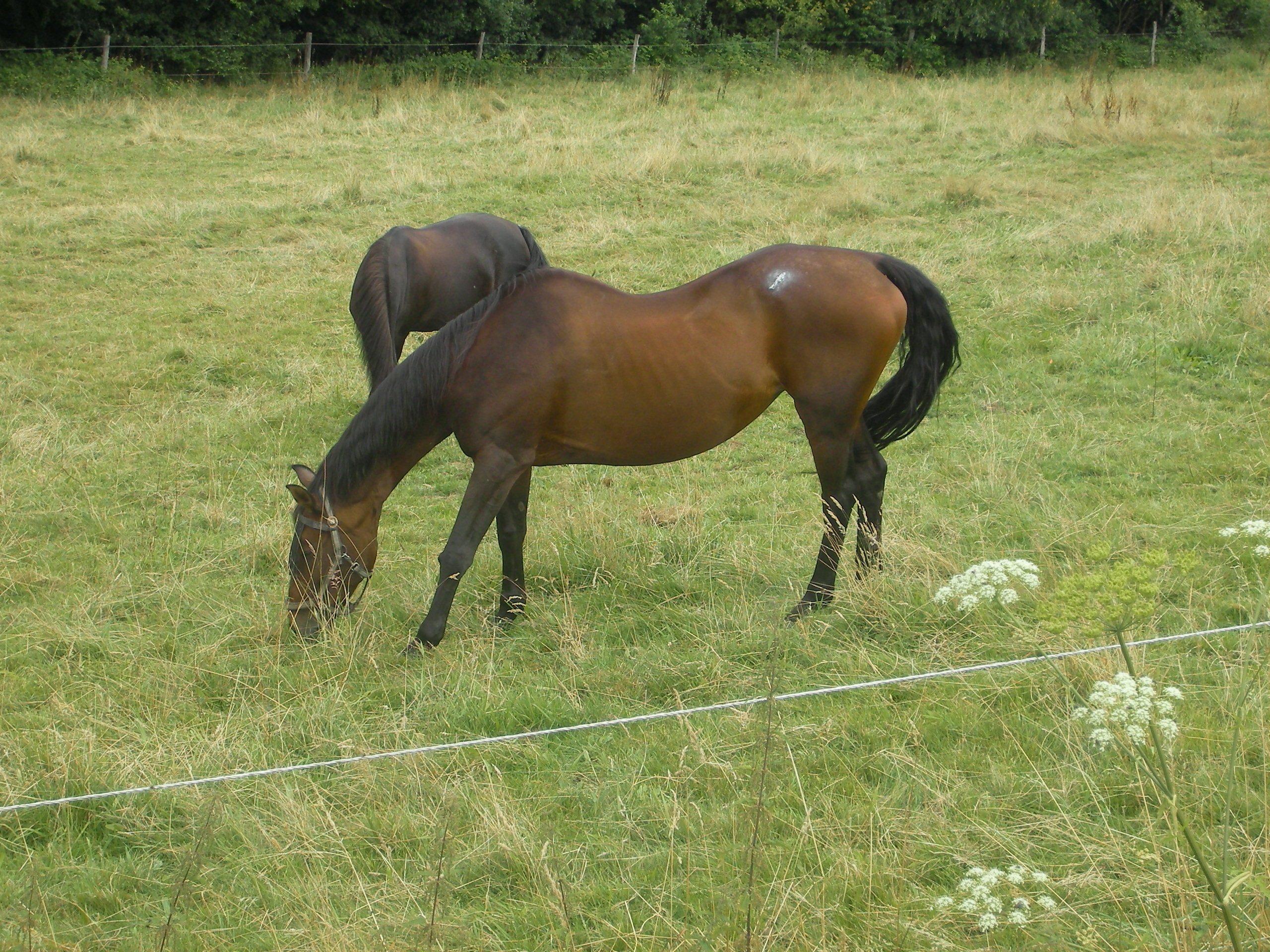
Pferd mit Senkrücken

### Kruppe
Auch die Kruppe (entspricht dem Gesäß) ist ein entscheidendes Merkmal für die Verwendbarkeit eines Pferdes. Eine sehr gerade flache Kruppe, wie sie häufig bei Rennpferden anzutreffen ist, ist für einen flachen schnellen Galopp zwar zuträglich, aber hinderlich für eine hohe Tragfähigkeit und kann auch ein gutes Untertreten in der Versammlung behindern. Eine steil abfallende Kruppe ist dagegen gut für die Tragfähigkeit und für schwere Kaltblüter auch durchaus gewünscht, aber hinderlich für Dressur- und Springsport. In Dressur- und Springsport ist die schräge gut gerundete Kruppe erwünscht, die bei guter Tragfähigkeit auch einen optimalen Bewegungsspielraum bietet. Bei Kaltblütern ist eine gespaltene Kruppe erwünscht – die Kruppe wirkt durch starken Muskelaufbau, als sei sie gespalten.

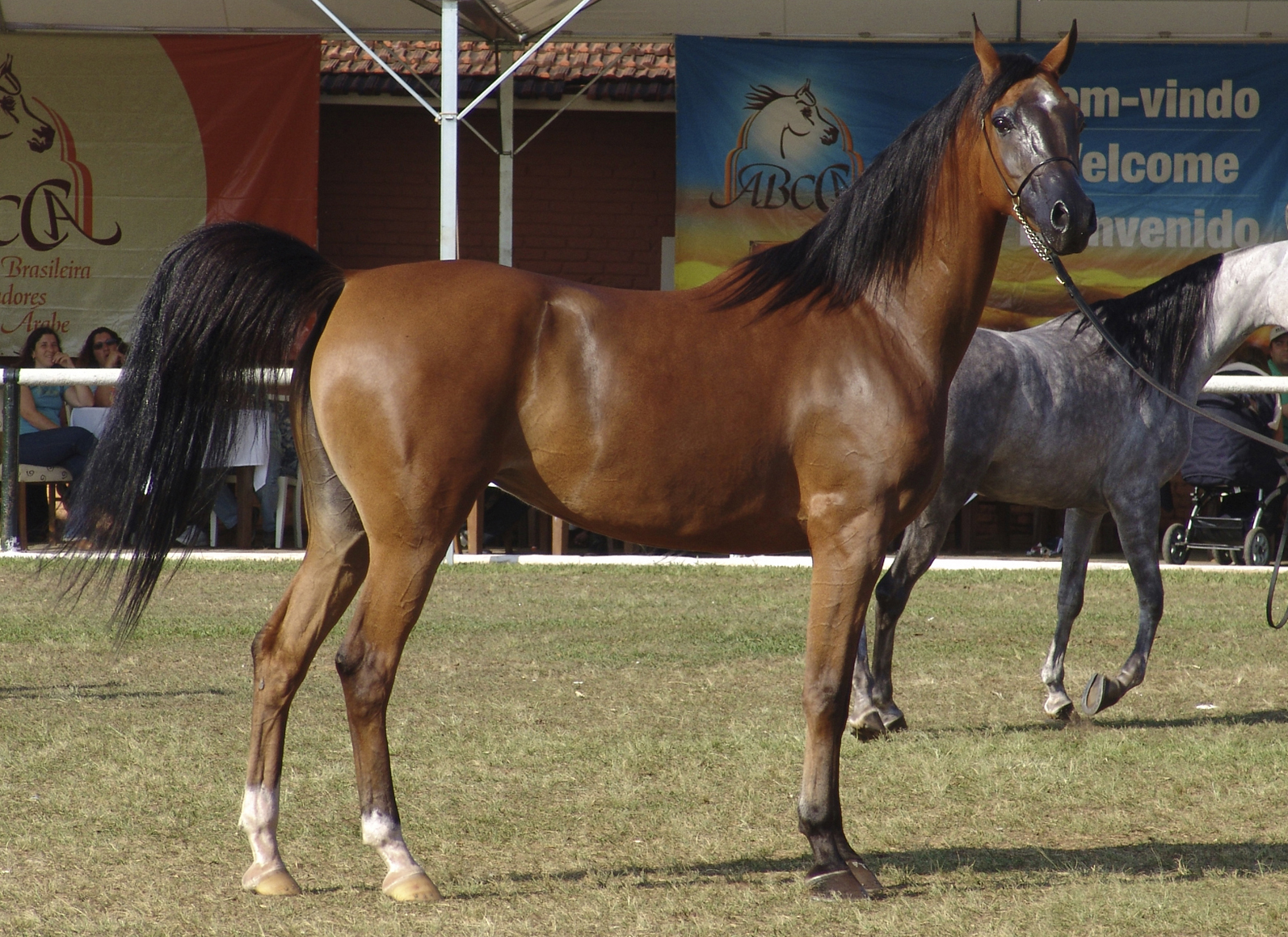
Nahezu waagerechte Kruppe bei einem Arabischen Vollblut
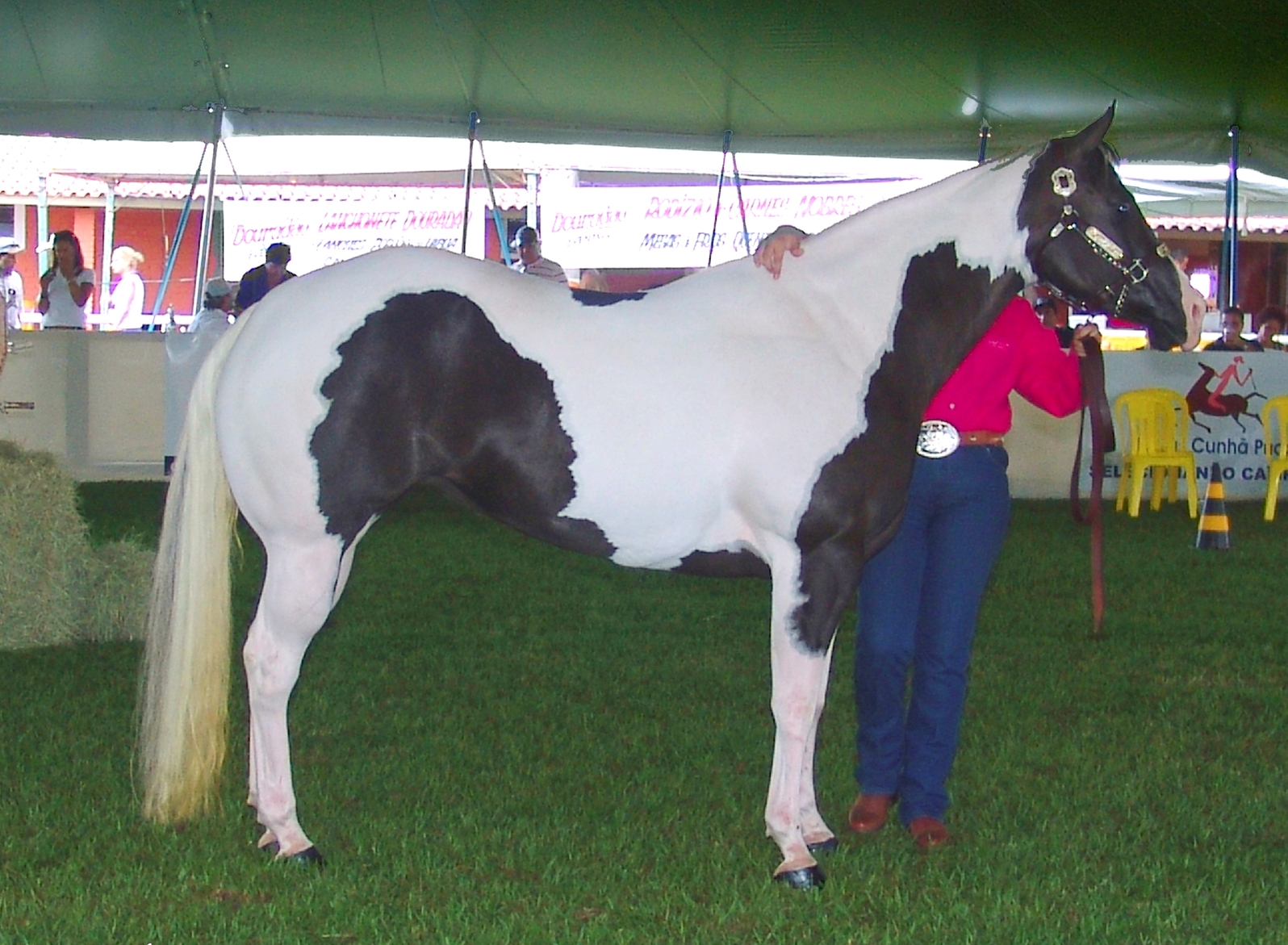
Steil abfallende Kruppe eines Pintos
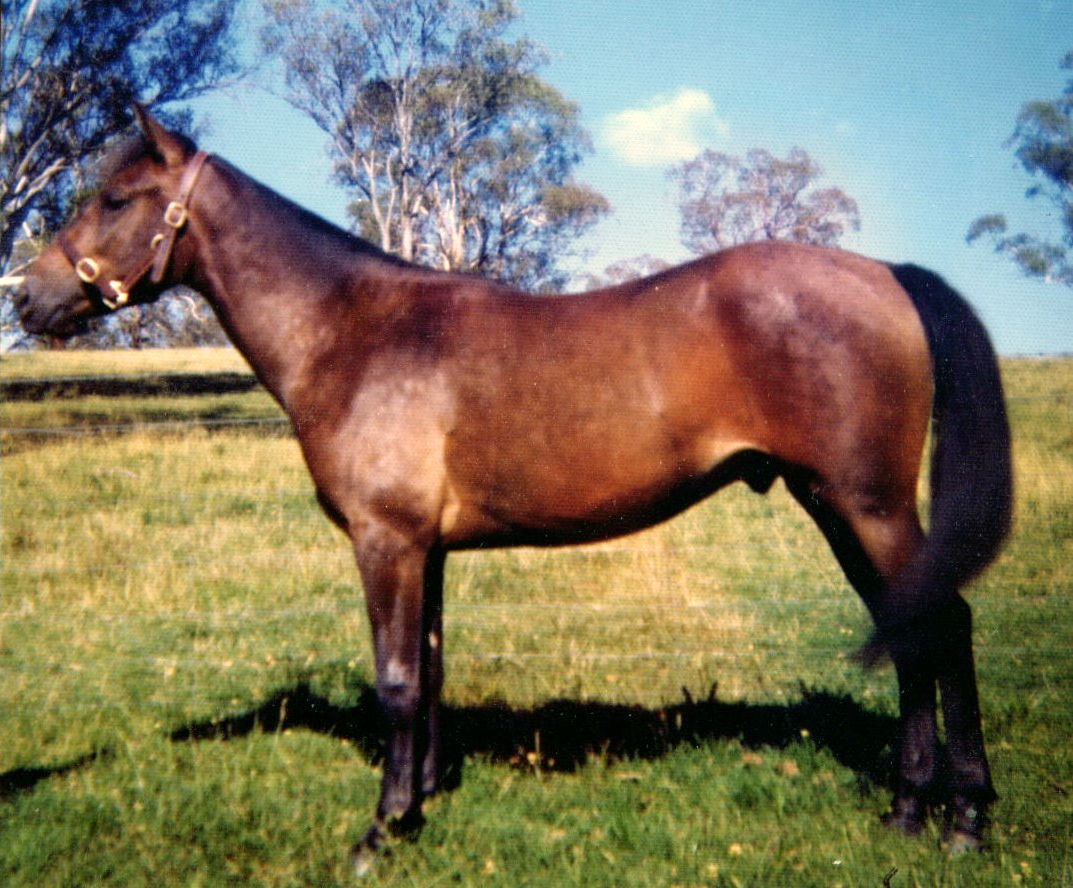
Hinten überbaut: Die Kruppe ist höher als der Widerrist (Brumby)
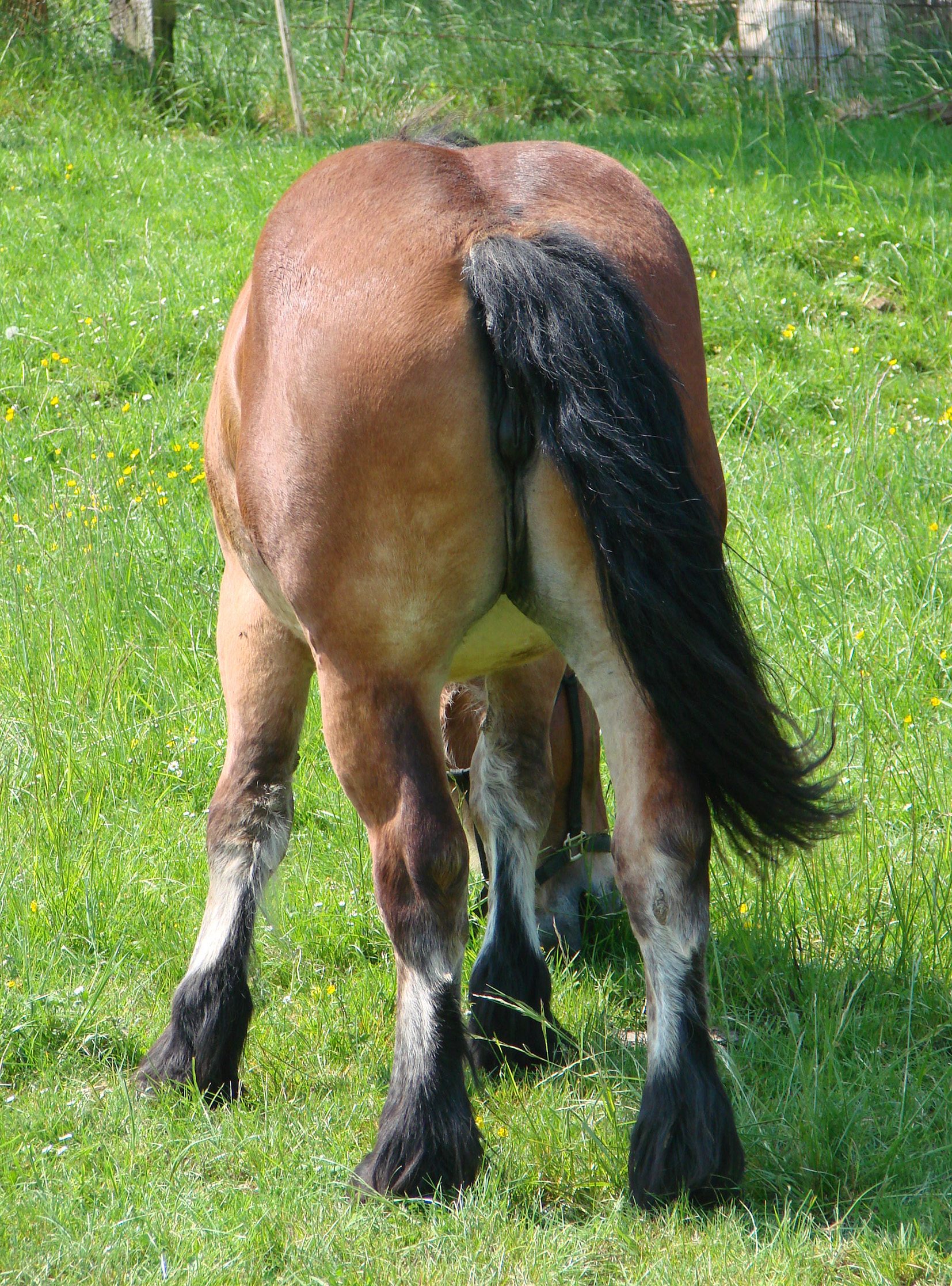
Gespaltene Kruppe eines Ardenners
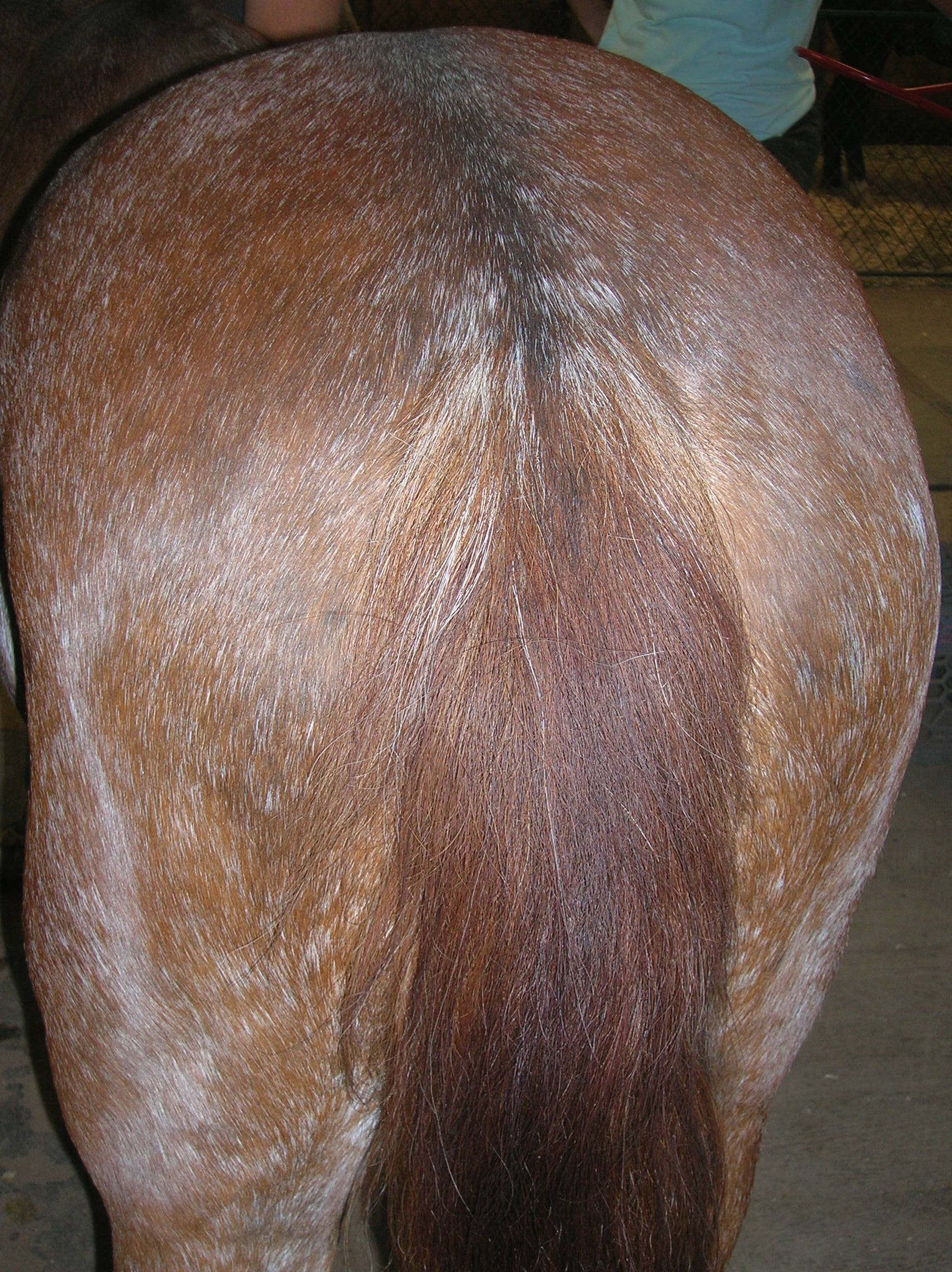

## Beine
Wesentliches Merkmal bei den Beinen ist die korrekte Stellung. Alle Fehlstellungen führen zu einer Mehrbelastung der Gelenke und sollten daher, wenn sie vorhanden sind, möglichst gering sein.

### Vorderbeine

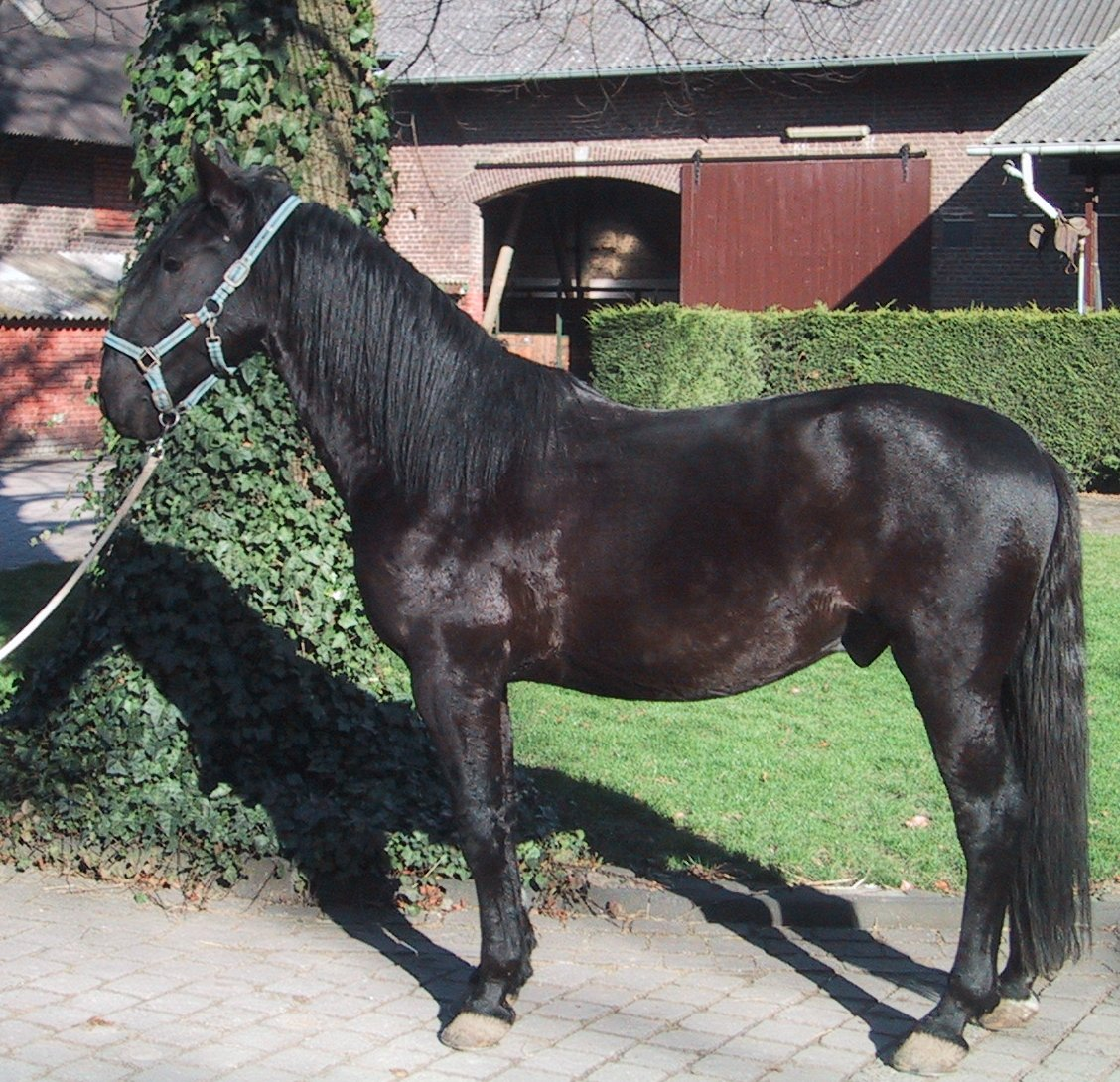
Unterständige Stellung des Vorderbeins
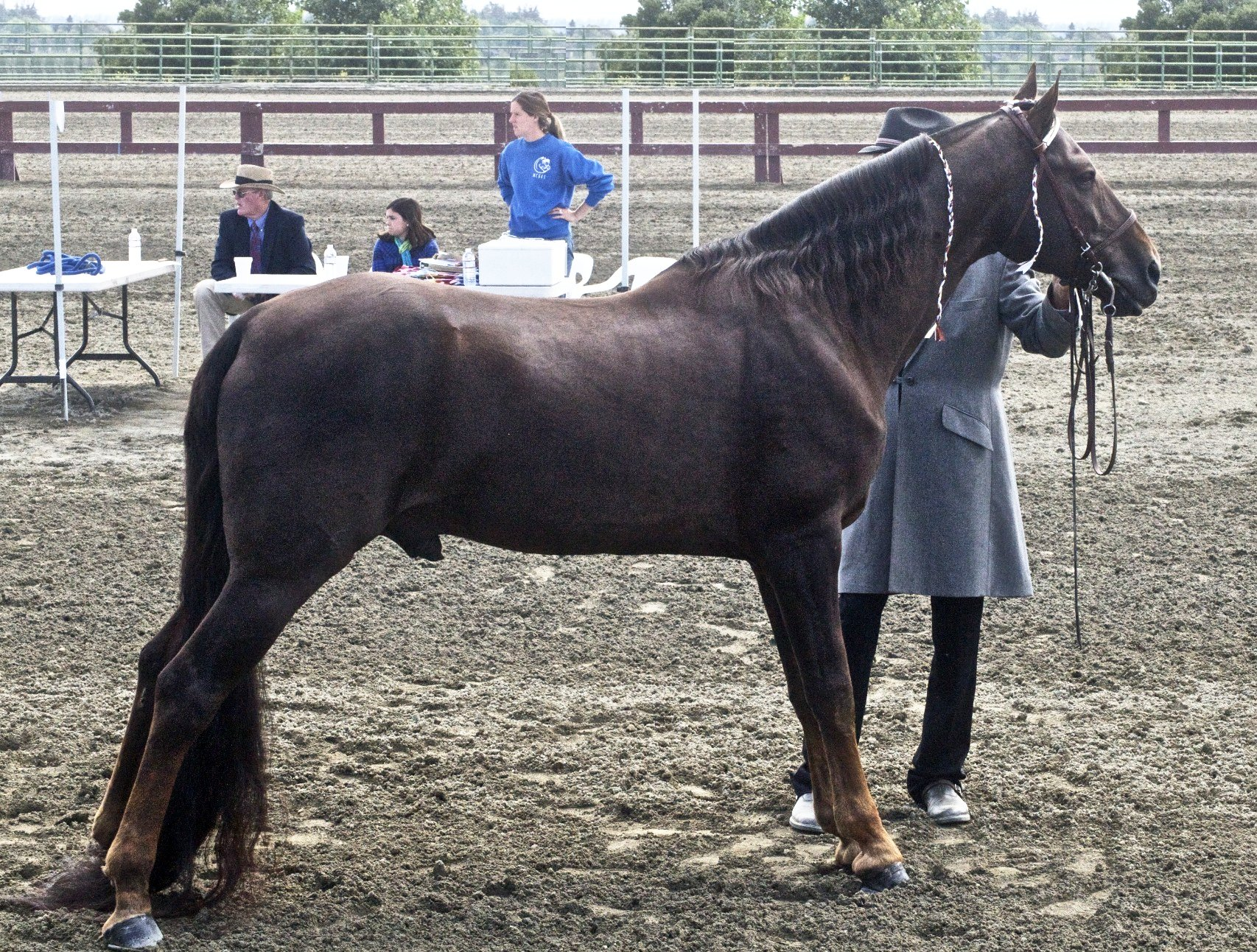
Vorderbein vorständig, Hinterbein rückständig (hier absichtlich bei einer Präsentation, keine natürliche Stellung)

Wenn man ein Lot vom Ellbogengelenk aus fallen lässt, sollte dieses von der Seite gesehen durch das Vorderfußwurzelgelenk (Karpalgelenk) und durch das Fesselgelenk verlaufen. Fehlstellungen, von der Seite gesehen:
- vorbiegig: Das Karpalgelenk ist zu weit vorn, dies erhöht die Stolper- und Sturzanfälligkeit.
- rückbiegig: Das Karpalgelenk ist zu weit hinten, somit werden die Bänder auf der Rückseite dieses Gelenks übermäßig belastet.
- vorständig: Das Bein ist zwar in sich gerade, aber insgesamt nach vorne versetzt, eine erhöhte Sehnenbelastung resultiert daraus.
- unterständig: Das Bein ist in sich gerade, aber nach hinten (unter den Rumpf) versetzt. Dies hat Instabilität zur Folge.

Auch von vorne gesehen sollen die Gelenke genau übereinander stehen. Fehlstellungen, von vorne gesehen:
- bodeneng: Die Linie durch die Gelenke verläuft nicht senkrecht nach unten, sondern nach innen. Das Pferd besitzt deswegen weniger Raum für das Herz, zudem besteht die Gefahr, dass sich die beiden Vorderbeine streifen.
- bodenweit: Die Linie durch die Gelenke verläuft nicht senkrecht nach unten, sondern nach außen
- zeheneng: Die Linie verläuft durch die Karpalgelenke noch senkrecht, ab den Fesselgelenken nach innen. Zum einen werden die Gelenke verstärkt belastet, zum anderen kann das Pferd zum Stolpern neigen.
- zehenweit: Die Linie verläuft durch die Karpalgelenke noch senkrecht, ab den Fesselgelenken nach außen

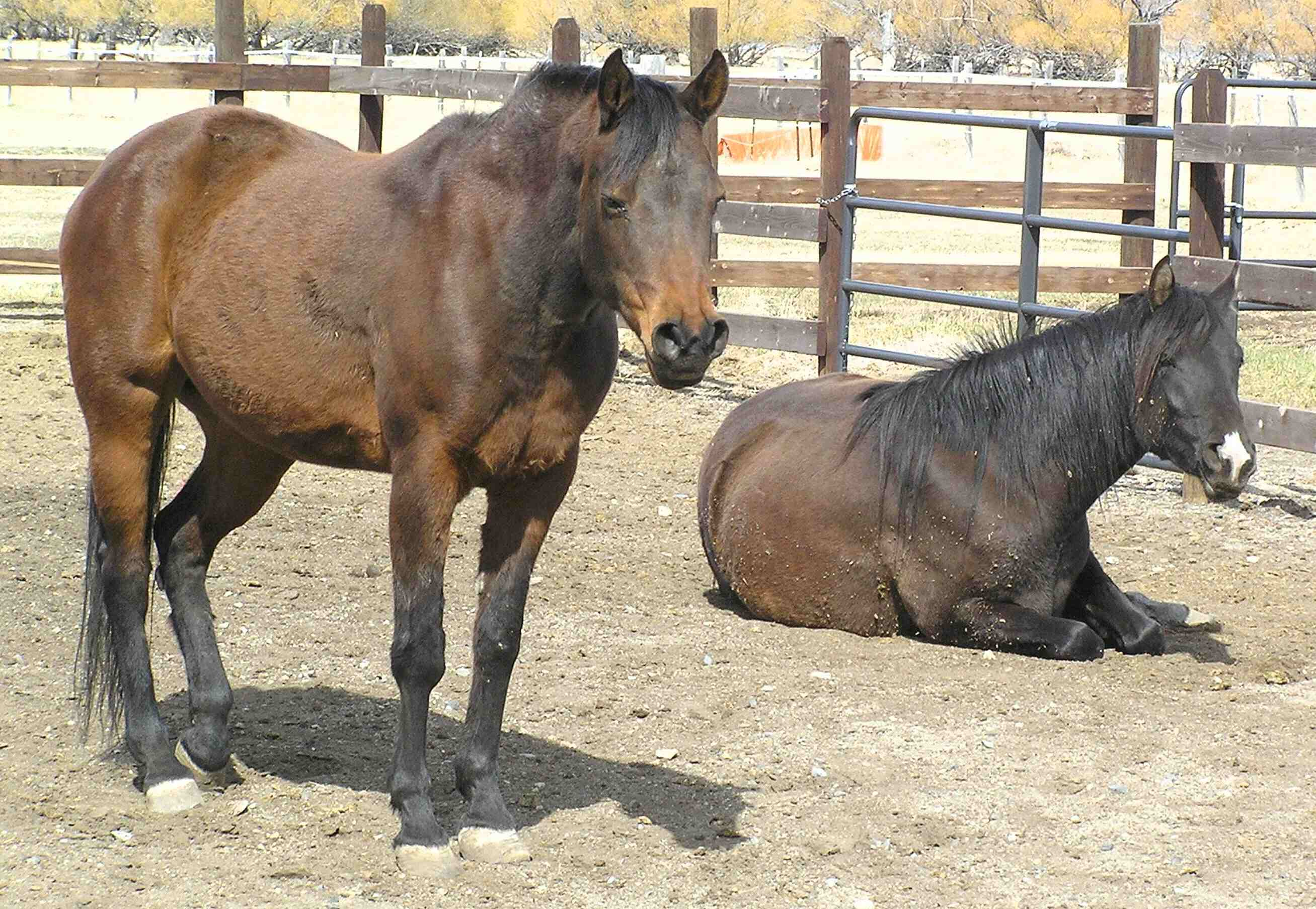
Bodeneng
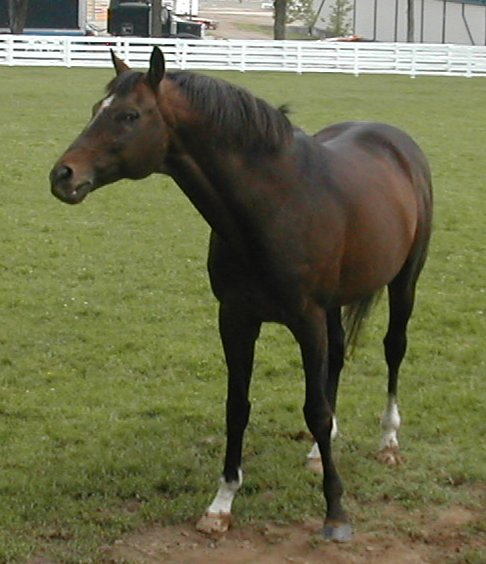
Bodenweit

#### Röhrbein
Die Stärke des Röhrbeins (dritter Vordermittelfuß- bzw. Hintermittelfußknochen) wird gern als Indikator für die Springtauglichkeit verwendet, da ein zu schwaches Röhrbein den starken Belastungen der Landung nicht lange gewachsen ist. Allgemein wird sie auch für die Belastbarkeit des Pferdes durch das Gewicht des Reiters herangezogen.

### Hinterbeine

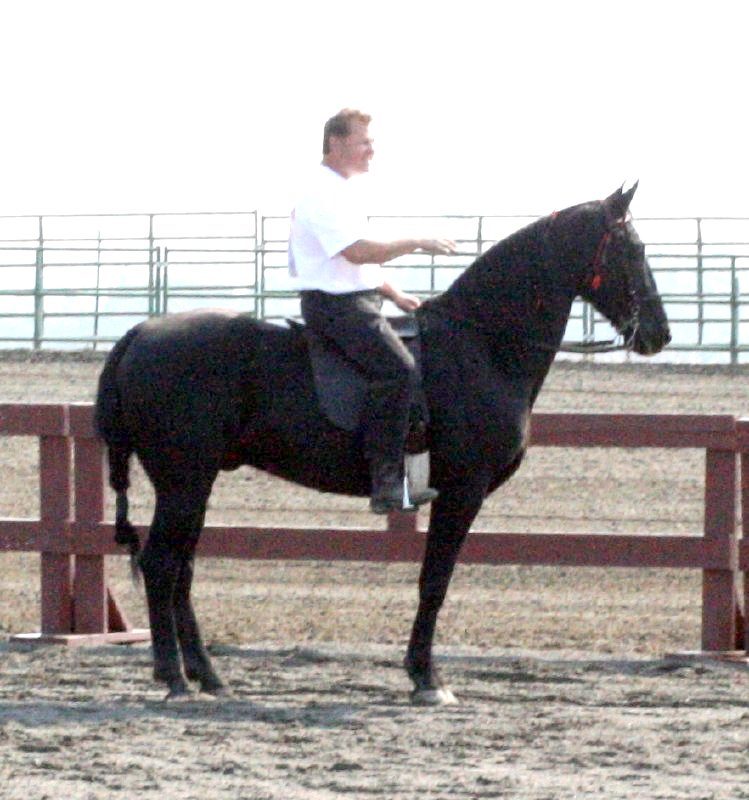
Hinterbein vorständig, Vorderbein rückbiegig

Wenn man ein Lot vom Hüftgelenk aus fällt, sollte dieses von der Seite gesehen durch das Sprunggelenk und durch das Fesselgelenk verlaufen. Fehlstellungen, von der Seite gesehen:
- vorständig: Sprung- und Fesselgelenk sind zu weit vorn.
- rückständig: Sprung- und Fesselgelenk sind zu weit hinten. Als Folge tritt ein unsicherer Gang auf.
- säbelbeinig: Das Lot durchs Hüftgelenk verläuft durchs Fesselgelenk, aber das Sprunggelenk ist zu weit hinten. Eine leicht säbelbeinige Haltung kommt bei vielen Gebirgspferden vor und wird hier auf Grund der höheren Trittsicherheit in unsicherem Gelände toleriert und sogar in die Rassebeschreibung mit aufgenommen.

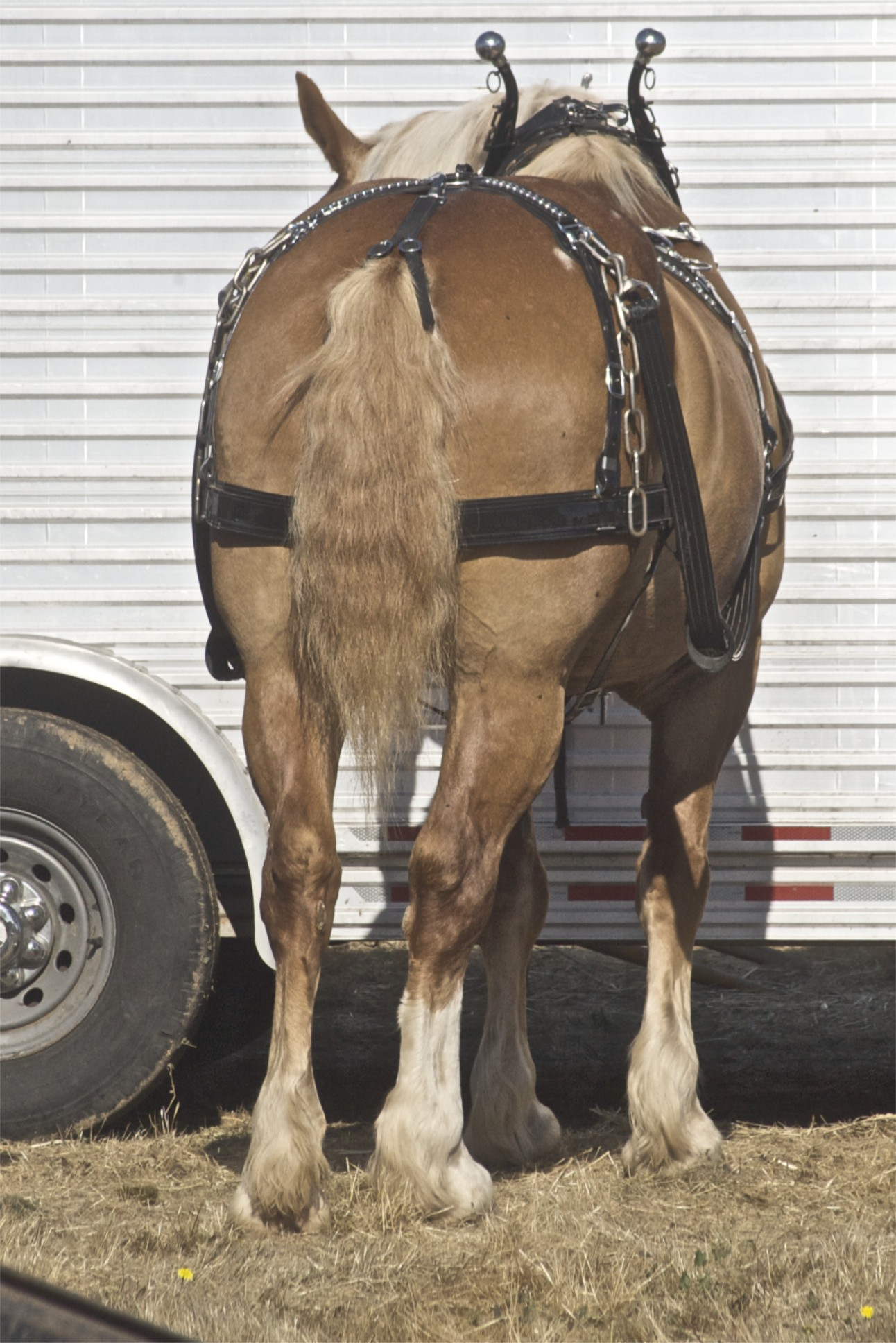
Kuhhessig

Auch von hinten gesehen sollen die Gelenke genau übereinander stehen. Fehlstellungen, von hinten gesehen:
- fassbeinig:  Die Linie durch die Gelenke verläuft nicht senkrecht nach unten, sondern, meist o-förmig, nach innen. Eine erhöhte Belastung des Sprunggelenks und der Bänder resultiert daraus.
- kuhhessig: Die Linie durch die Gelenke verläuft nicht senkrecht nach unten, sondern, meist x-förmig, nach außen. Dies führt zu einem unsicher wirkenden Gang, solange die Beine jedoch kräftig genug sind, führt sie nicht zu weiteren Problemen.

### Hufstellung

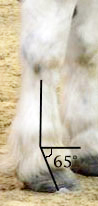
Harte Fesselung

Die korrekte Hufstellung hat entscheidenden Anteil an der Belastung der Beugesehne in der Bewegung, weshalb ihr in jedem Fall eine hohe Bedeutung zukommt. Als Maß für die Hufstellung wird der Winkel zwischen Fessel und Röhrbein verwendet, statt von Hufstellung wird daher auch oft von Fesselstellung gesprochen.
- Normalerweise sollte der Winkel zwischen Fessel und Röhrbein etwa 45 Grad betragen.
- Ist der Winkel kleiner, spricht man von einer weichen Fesselung.
- Ist der Winkel größer, spricht man von einer harten Fesselung.

Da das Fesselgelenk für das Pferd eine Art Stoßdämpfer ist, ist das Pferd für den Reiter entsprechend der Fesselung weicher oder härter zu sitzen. Eine weiche Fesselung ist anfälliger für Sehnenverletzungen und Durchtrittigkeit. Eine harte Fesselung führt zu einem harten Gang. Ist die gedachte Linie durch Fesselgelenk, Krongelenk und Huf im Fesselgelenk gebrochen, spricht man von einer bärentatzigen Hufstellung. Sie macht ein Pferd für jede Belastung untauglich, da hier die Beugesehne erheblich überstrapaziert wird.

## Fell

### Farben und Abzeichen
Die Fellfarben der Pferde (siehe auch Genetik der Pferdefarben) und ihre Abzeichen sind nur für Farbzuchten interessant.

### Langhaar
Wie die Pferdefarbe, ist auch das Langhaar kein Merkmal für Leistungsfähigkeit, allerdings wird in einigen Zuchten, wie Friese und Andalusier, großer Wert auf volles Langhaar gelegt, da solche Rassen auch als Showpferde eingesetzt werden.

## Mähne und Schweif
Die Länge von Mähne und Schweif variiert zwischen den Pferderassen. Während bei Ponys Mähne und Schweif dichter sind, haben andere Pferde deutlich feinere Haare. 
Der Haaransatz der Mähne ist nur wenige Zentimeter breit und befindet sich mittig auf der Oberseite des Halses, der Mähnenkamm. Die Haare ganz vorne, die vor die Stirn hängen, werden Schopf genannt.
Die Schweifhaare setzen an der Schweifrübe an. Diese befindet sich hinten an der Kruppe ansetzend. Sie ist 20–40 cm lang und fühlt sich fest an. An der Schweifrübe ist ein starker Muskel, der es den Pferden ermöglicht, mit dem Schweif um sich zu schlagen, um Fliegen oder andere Insekten zu vertreiben.